# Sprachaufsichtsbehörde (Estland)
Die Sprachaufsichtsbehörde (estn. Keeleinspektsioon) zur Wahrung der Estnischen Sprache ist eine dem Estnischen Ministerium für Bildung und Wissenschaft unterstellte Behörde mit Sitz in Tallinn.

## Gründung und Name
Die Geschichte der Behörde reicht zurück ins Jahr 1990, als Estland noch von der Sowjetunion besetzt war, im Zuge der Singenden Revolution aber bereits deutliche Schritte hin zur Wiedererlangung der Unabhängigkeit unternommen hatte. Am 23. November 1990 wurde das Sprachamt (estn. Keeleamet) gegründet, nachdem bereits knapp zwei Jahre zuvor, im Januar 1989, ein Estnisches Sprachgesetz verabschiedet worden war. Dieses Sprachgesetz der Estnischen Sozialistischen Sowjetrepublik, wie es im damaligen Sprachgebrauch korrekt hieß, legte Estnisch als Staatssprache fest. Das Gesetz galt weit über die Wiedererlangung der Unabhängigkeit hinaus und wurde erst 1995 durch ein neues Sprachgesetz abgelöst.
Ab 1993 gab es verschiedene Umbenennungen und Neustrukturierungen, den heutigen Namen Keeleinspektsioon trägt die Einrichtung seit dem 1. Januar 1998. Direktor der Behörde ist seit 1995 Ilmar Tomusk.

## Ziele und Aufgabenbereich
Hauptaufgabe der Behörde ist die Überwachung der Einhaltung des estnischen Sprachgesetzes. Es soll „sichergestellt werden, dass jeder Mensch überall in Estland seine Angelegenheiten auf Estnisch regeln kann und estnischsprachige Information und Dienstleistung für alle garantiert sind“. Dazu werden beispielsweise die Verwendung des Estnischen in verschiedenen Bereichen des öffentlichen Lebens, die Sprachkenntnis von Angestellten im Öffentlichen Dienst und die Durchführung von Sprachprüfungen überwacht.
Im Jahr 2019 waren von den 16 Angestellten 11 Personen direkt mit der Überwachung des Sprachgesetzes betraut. 2712 Kontrollen wurden durchgeführt, von den 1652 Wiederholungskontrollen waren. In 395 Fällen wurde ein Bußgeld verhängt.